# أليسيو رومانيولي
أليسيو رومانيولي (بالإيطالية: Alessio Romagnoli)‏؛ (مواليد 12 يناير 1995) لاعب كرة قدم إيطالي يلعب في مركز قلب الدفاع مع نادي لاتسيو في الدوري الإيطالي ومنتخب إيطاليا.
بدأ مسيرته الكروية مع نادي روما في عام 2012، بعدما تدرج من فريق الناشئين، ثم أعير في عام 2014 لموسم كامل مع نادي سامبدوريا، حيث خطف الأضواء بإمكانتياته الدفاعية، مما دفع نادي إيه سي ميلان على التعاقد معه في صيف عام 2015 بمبلغ 25 مليون يورو.
في يوليو 2022 انتقل رومانيولي إلى نادي لاتسيو بصفقة انتقال حر قادمًا من إيه سي ميلان.

## مسيرته الكروية

### روما
أدرج رومانيولي ضمن تشكيلة الفريق الأول في أكاديمية روما للشباب من قبل المدرب الجديد زدينيك زيمان، ظهر لأول مرة في 11 ديسمبر 2012 ضد أتالانتا، ولعب المباراة الكاملة في كأس إيطاليا كبداية. ظهر لأول مرة في الدوري الإيطالي بعد 12 يومًا، كبديل في الدقائق الأخيرة من مباراة الدوري ضد إيه سي ميلان. سجل هدفه الأول في دوري الدرجة الأولى الإيطالي في 3 مارس 2013 ضد نادي جنوى.
وجد المزيد من الفرص للفريق الأول في النصف الثاني من الدوري الإيطالي موسم 2013-14 تحت قيادة المدرب الجديد رودي غارسيا، سواء في مركز الظهير أو في مركز الدفاع. وقع رومانيولي عقدًا جديدًا لمدة أربع سنوات مع روما في 31 مايو 2014.

### سامبدوريا (إعارة)
تم إعارته إلى نادي سامبدوريا مقابل 500000 يورو، مع خيار الشراء مقابل 2 مليون يورو في 1 سبتمبر 2014. ظهر رومانيولي لأول مرة مع النادي كبديل متأخر في مباراة سامبدوريا وتورينو والذي فاز بها سامبدوريا بنتيجة 2-0 في 14 سبتمبر 2014، سجل هدفه الأول مع النادي في مباراتهم مع نادي كييفو فيرونا عندما خسر الفريق بنتيجة 2-1 في 24 سبتمبر 2014. قام نادي روما بتفعيل شرط إعادة الشراء وعاد إلى النادي في يونيو 2015.

### إيه سي ميلان

#### موسم 2015–16
انتقل إلى نادي إيه سي ميلان مقابل 25 مليون يورو، ووقع عقد مدته خمس سنوات في 11 أغسطس 2015. ظهر لأول مرة مع النادي في 18 أغسطس عندما فاز الفريق بنتيجة 2-0 على بيروجيا في كأس إيطاليا. بعد ستة أيام ظهر في الدوري مع النادي عندما خسر بنتيجة 2-0 أمام فيورنتينا.
سجل هدفه الأول لميلان عندما فاز بنتيجة 5-0 على اليساندريا في كأس إيطاليا في 1 مارس 2016، والتي تأهل بسببها الفريق إلى نهائي 2016 للمرة الأولى منذ 2003. حيث اختتم موسمه الأول مع ميلان بـ40 مباراة ووهدف واحد.

#### موسم 2016-2017
ظهر في موسم 2016-17 بعد فوز الفريق بنتيجة 3-2 في الدوري الإيطالي ضد تورينو. ساعد رومانيولي في قيادة ميلان للفوز بكأس السوبر 2016 ، والذي لعب 120 دقيقة كاملة حيث فاز ميلان على يوفنتوس 4-3 في ركلات الترجيح بعد التعادل 1-1 بعد الوقت الإضافي في 23 ديسمبر 2016. سجل هدفه الأول في دوري الدرجة الأولى الإيطالي لميلان في ديربي ميلانو في 15 أبريل 2017.

#### موسم 2017–18
بسبب الإصابة غاب عن أول 4 مباريات لميلان في هذا الموسم، ثم عاد إلى الفريق وعاد للعب مباراة الإياب من الدوري الأوروبي الإقصائي ضد شكونديا. ظهر في دوري الدرجة الأولى الإيطالي ضد أودينيزي في 19 سبتمبر 2017.

#### موسم 2018-19
عُيّن كقائد للفريق بعد عودة ليوناردو بونوتشي إلى يوفنتوس بعد تجديد عقده في 5 يونيو 2018. سجل رومانيولي هدفي الفوز في الوقت المحتسب بدل الضائع مرتين في خمسة أيام لميلان ليحقق فوز ناديه 2-1 على جنوة و 1-0 على أودينيزي.

#### موسم 2019-20
كان رومانيولي هو اللاعب الوحيد في الفريق الذي ظهر في كل مباراة الموسم قبل إصابته العضلية في 21 يوليو 2020 في مباراة ضد ساسولو.بعد تسليم شارة قائده إلى جانلويجي دوناروما، تم استبداله بماتيو غابيا بعد 32 دقيقة وغاب عن آخر ثلاث مباريات من الموسم. أنهى الموسم بـ 39 مباراة في المجموع وهدف واحد.

#### موسم 2020–21
في موسمه السادس مع ميلان تعرض رومانيولي لسلسلة من الإصابات الطفيفة وسلسلة من العروض السيئة، وفقد مكانه في الفريق، فقد شارك في 22 مباراة فقط في الدوري الإيطالي، وسجل هدفًا واحدًا في 29 نوفمبر 2020 عندما فاز بنتيجة 2-0 على فيورنتينا. وبسبب مستواه الضعيف في هذا الموسم لم يتم استدعاءه من قبل مدرب المنتخب الوطني روبرتو مانشيني للانضمام إلى الفريق المؤقت لبطولة بطولة أمم أوروبا 2020 (تم تأجيل المنافسة لمدة عام بسبب جائحة كورونا) بسبب انتهاء عقده في يونيو 2022، وعدم رغبة إدارة النادي في التعامل مع الوكيل مينو رايولا الذي أقنع حارس مرمى الفريق جانلويجي دوناروما بمغادرة النادي كلاعب حر.

#### موسم 2021–22
سجل رومانيولي هدفه الأول هذا الموسم عندما خسر بنتيجة 3-1 ضد ساسولو في 28 نوفمبر 2021. رفض تمديد عقده مع ميلان، وبالتالي ترك النادي في نهاية الموسم.

### لاتسيو
وقع رومانيولي عقدًا مدته خمس سنوات مع لاتسيو في 12 يوليو 2022.

## مسيرته الدولية
مثل إيطاليا في مناسبات متعددة في مستويات تحت 16 عاماً وتحت 17 عامًا وتحت 19 عامًا، ظهر لأول مرة مع منتخب إيطاليا تحت 21 عامًا ضد أيرلندا الشمالية في 5 مارس 2014، حيث لعب 90 دقيقة كاملة، وشارك في بطولة أوروبا تحت 21 سنة 2015.
ظهر رومانيولي لأول مرة في 6 أكتوبر 2016 في مباراة تصفيات كأس العالم 2018، حيث لعب 90 دقيقة ضد إسبانيا التي إنتهت بالتعادل 1-1.
سجل أول هدف دولي له في 15 أكتوبر 2019 على ليختنشتاين والذي فاز المنتخب بنتيجة 5-0 خارج أرضه في مباراة تصفيات بطولة الأمم أوروبا 2020.

## الإحصائيات

### النادي
آخر تحديث 11 يوليو 2015.
| النادي        | الموسم        | الدوري | الدوري  | كأس إيطاليا | كأس إيطاليا | أوروبا | أوروبا  | أخرى   | أخرى    | المجموع | المجموع |
| النادي        | الموسم        | الظهور | الأهداف | الظهور      | الأهداف     | الظهور | الأهداف | الظهور | الأهداف | الظهور  | الأهداف |
| ------------- | ------------- | ------ | ------- | ----------- | ----------- | ------ | ------- | ------ | ------- | ------- | ------- |
| روما          | 2012-13       | 2      | 1       | 1           | 0           | —      | —       | —      | —       | 3       | 1       |
| روما          | 2013-14       | 11     | 0       | 0           | 0           | —      | —       | —      | —       | 11      | 0       |
| روما          | المجموع       | 13     | 1       | 1           | 0           | 0      | 0       | —      | —       | 14      | 1       |
| سامبدوريا     | 2014–15       | 30     | 2       | 1           | 0           | —      | —       | —      | —       | 32      | 2       |
| سامبدوريا     | المجموع       | 30     | 2       | 1           | 0           | 0      | 0       | —      | —       | 32      | 2       |
| إيه سي ميلان  | 2015–16       | 0      | 0       | 0           | 0           | —      | —       | —      | —       | 00      | 0       |
| إيه سي ميلان  | 2016–17       | 27     | 1       | 1           | 0           | —      | —       | 1      | 0       | 29      | 1       |
| إيه سي ميلان  | 2017–18       | 28     | 2       | 5           | 1           | 9      | 0       | —      | —       | 42      | 3       |
| إيه سي ميلان  | 2018–19       | 32     | 2       | 4           | 0           | 4      | 0       | 1      | 0       | 41      | 2       |
| إيه سي ميلان  | 2019–20       | 35     | 1       | 4           | 0           | —      | —       | —      | —       | 39      | 1       |
| إيه سي ميلان  | 2020–21       | 22     | 1       | 2           | 0           | 6      | 0       | —      | —       | 29      | 1       |
| إيه سي ميلان  | 2021–22       | 19     | 1       | 2           | 0           | 5      | 0       | —      | —       | 26      | 1       |
| إيه سي ميلان  | المجموع       | 197    | 8       | 24          | 2           | 24     | 0       | 2      | 0       | 247     | 10      |
| لاتسيو        | 2022–23       | 10     | 1       | 0           | 0           | 4      | 0       | —      | —       | 14      | 1       |
| المجموع الكلي | المجموع الكلي | 250    | 12      | 26          | 2           | 28     | 0       | 2      | 0       | 306     | 14      |

### دولية
آخر تحديث المباراة التي لعبت في 18 نوفمبر 2019.
| الفريق الوطني | سنة  | الظهور | الأهداف |
| ------------- | ---- | ------ | ------- |
| إيطاليا       | 2016 | 4      | 0       |
| إيطاليا       | 2017 | 1      | 0       |
| إيطاليا       | 2018 | 3      | 0       |
| إيطاليا       | 2019 | 4      | 2       |

## روابط خارجية
- أليسيو رومانيولي على موقع الاتحاد الأوربي (الإنجليزية)
- أليسيو رومانيولي على موقع قاعدة بيانات كرة القدم.إي يو (الإنجليزية)
- أليسيو رومانيولي على موقع ناشيونال فوتبول تيمز (الإنجليزية)
- أليسيو رومانيولي على موقع Soccerway.com (الإنجليزية)
- أليسيو رومانيولي على موقع عالم كرة القدم.نت (الإنجليزية)
- أليسيو رومانيولي على موقع AS.com (الإسبانية)